# Lentini
Pour les articles homonymes, voir Lentini (homonymie).
Lentini est une ville italienne de la province de Syracuse, en Sicile.
La cité est fondée sous le nom de Léontinoi (Léontines en français) par des Chalcidiens.

## Géographie
La ville s’étend dans une dépression entre les collines San Mauro et Metapiccola. Autour, la plaine, formée par les alluvions du Simeto et du Fiume di Lentini, réputée pour sa fertilité. Le Terias (nom antique du fiume di Lentini) était navigable, permettant aux Grecs d'accéder à la mer, située à 10 km.

## Histoire

### Lentinoi
Une occupation protohistorique a été découverte sur la colline Metapiccola, avec des cabanes italiques rectangulaires avec foyer central, soutenues par des piliers et parfois un auvent. L'épisode du mythe d'Héraclès traversant la plaine de Léontinoi avec les bœufs de Géryon et vainc les Sicanes prouve également des échanges avec les Achéens. Pierre Lévêque assimile Léontinoi à Xouthia, cité fondée par Xouthos, descendant de Liparos. 
Les Grecs arrivèrent en Sicile vers 735 av. J.-C., en provenance de l'île d'Eubée et plus particulièrement de la cité de Chalcis. Sous la conduite de l'oïkiste Théoclès, ils fondèrent tout d'abord la cité de Naxos. De là, toujours mené par Théoclès, un groupe quitta la ville de Naxos pour aller fonder la cité de Leontinoi (latin Leontini) en -729 dans la plaine du fleuve Symaethos, aujourd'hui Simeto. Des colons (apoikoi) en provenance de Mégare et dirigés par Lamis, s'établirent avec les Chalcidiens dans la cité. Polyen raconte que l'entente entre les deux groupes ne dura pas plus de six mois. Théoclès prétendant qu'il avait promis de faire un sacrifice aux douze dieux et d'organiser un défilé militaire, les Mégariens acceptèrent de prêter leurs armes aux Chalcidiens pour le rituel. Théoclès exigea alors que les Mégariens quittent la cité. Ces derniers durent donc s'enfuir vers les montagnes. Ils rencontrèrent un roi sicule nommé Hyblon, qui finit par leur donner un territoire où s'installer. Ils y fondèrent la cité de Mégara Hyblaea. 
À la fin du VIIe siècle, une stasis secoua la cité. Alors que les Léontins sont en guerre contre les Mégariens, Panétios, un général, accompagné de six cents hoplites, massacra les cavaliers aristocrates et s'empara du pouvoir. Panétios est le premier tyran des cités siciliotes, s’appuyant sur le peuple contre l’aristocratie. 
Entre 498 et 491, Hippocrate de Géla s'empare de Léontinoi/Léontines ainsi que de la plupart des cités grecques de Sicile à l'exception de Syracuse. Son successeur, Gélon, conquit Syracuse et en fit la capitale de son empire. Jusqu'à la chute des Deinoménides, Lentini reste sous le contrôle du tyran de Syracuse.
Vers 466∕5, Léontines retrouve son indépendance. Les cités chalcidiennes de Sicile, sous la coupe de Léontines, s'unissent pour être en mesure de résister à une nouvelle tentative d'expansion syracusaine. Une guerre éclate effectivement en 427. Avec le soutien des Athéniens obtenu par une délégation menée par Gorgias, les Chalcidiens résistent aux Syracusains. La paix est signée en 424 lors du congrès de Gela. Malgré le succès de l'alliance, une nouvelle stasis secoue la cité deux ans plus tard et les Syracusains en profitent pour s'emparer à nouveau de Léontines. Lors de l'expédition de Sicile, menée par les Athéniens contre les Syracusains, les Léontiniens n'interviennent pas en faveur des Athéniens. 
La fin du Ve siècle est marquée par la reprise de la guerre contre les Carthaginois qui dévastent la cité en 406. Denys l'Ancien s'empare du pouvoir à Syracuse et renforce son pouvoir en menant à nouveau une politique expansionniste contre les autres cités grecques. Au début du IVe siècle, Léontines est prise par les troupes syracusaines. Les habitants sont déportés à Syracuse où ils reçoivent la citoyenneté. Dès lors, Léontines disparaît presque entièrement des sources antiques.
Léontinoi, nous dit Polybe, « à regarder sa position en général, est tournée vers le septentrion. Elle est traversée, dans son milieu, par un vallon, dans lequel se trouvent les palais où s’assemblent les magistrats et où la justice se rend ; c’est là aussi que se tient le marché. Les deux côtés de ce vallon sont formés par deux montagnes escarpées, dont la cime, qui présente une surface aplanie, est couverte de maisons et de temples. Il y a deux portes, dont l’une, à l’extrémité du vallon qui regarde le midi, conduit à Syracuse ; l’autre, à l’autre extrémité du côté du septentrion, mène aux champs qu’on appelle Léontins, et à ces campagnes si célèbres par leur fertilité. Au pied de l’une de ces montagnes qui est à l’occident, coule le Lissos, sur le bord et comme sous le rocher duquel on a bâti une longue chaîne de maisons situées toutes à égale distance du fleuve : entre ces maisons et le fleuve s’étend la place dont nous avons parlé. »

### Époque moderne et contemporaine
La ville a été le siège d'un diocèse, entre le IIIe siècle et le VIIIe siècle.

## Administration
| Période                                  | Période  | Identité         | Étiquette | Qualité |
| ---------------------------------------- | -------- | ---------------- | --------- | ------- |
| 13 juin 2011                             | En cours | Alfio Mangiameli |           |         |
| Les données manquantes sont à compléter. |          |                  |           |         |

### Communes limitrophes
Belpasso, Carlentini, Catane, Francofonte, Militello in Val di Catania, Palagonia, Ramacca, Scordia.

## Archéologie
Trois enceintes se sont succédé. La première, sur la colline San Mauro,  est agrandie au VIe siècle aux deux acropoles et la cité entre les deux par un rempart à double parement avec blocage central, flanqué de tours et percé de deux portes, la porte de Syracuse au sud, et celle donnant sur la plaine au nord. À l'époque hellénistique, une nouvelle enceinte, est érigée. La porte de Syracuse est élément le mieux conservée. 
Près de la porte de Syracuse, une nécropole existait depuis le vie siècle jusqu’à l’époque hellénistique.
Le Musée archéologique régional de Syracuse conserve un kouros funéraire de la première décennie du Ve siècle et le Musée civique de Catane une tête de kouros dorique des environs de -490.
À preuve du fait que la cité était agricole et peu commerçante, on a retrouvé peu de monnaies de Léontinoi. Celles-ci portent généralement une tête de lion, évoquant le toponyme de la cité, et des épis, symbolisant la fertilité des terres et l'origine de sa richesse.

## Sport
Son club de football est le Sicula Leonzio depuis 1909.

## Personnalités liées à Lentinoi et Lentini
- Gorgias, philosophe né à Léontinoi vers 480 av. J.-C.
- Giacomo da Lentini (1210-1260), poète.